# Метилнитрат
Метилнитрат — органическое соединение, метиловый эфир из азотной кислоты. Имеет химическую формулу CH3NO3. При стандартных условиях — бесцветная летучая взрывоопасная жидкость.

## Получение
- Может быть получен путём конденсации из азотной кислоты и метанола[1]:

 CH3OH + HNO3 → CH3NO3 + H2O
- В более новом методе используется иодметан и нитрат серебра[2]:

 CH3I + AgNO3 → CH3NO3 + AgI
Метилнитрат может производиться в лабораторных или промышленных масштабах либо путём перегонки смеси метанола и азотной кислоты, либо путём нитрования метанола смесью серной и азотной кислот. Первая процедура не является предпочтительной из-за большой опасности взрыва, которую представляют пары метилнитрата. Вторая процедура по сути идентична производству нитроглицерина. Однако процесс обычно проводят при немного более высокой температуре, и смесь перемешивают механически в промышленных масштабах вместо сжатого воздуха.

## Свойства
Метилнитрат — летучая жидкость, его бризантность примерно равна нитроглицерину, его пары легко воспламеняются и взрывоопасны. При вдыхании вызывает головную боль. Растворяет нитроцеллюлозу, образуя гель, из которого он быстро испаряется.